# Hospital Clínico Universitario Lozano Blesa
El Hospital Clínico Universitario Lozano Blesa (por Ricardo Lozano Blesa, catedrático local de cirugía) o, más popularmente, el Clínico es un hospital de la ciudad española de Zaragoza. Sito en la calle San Juan Bosco, es la cabeza del Sector Sanitario Zaragoza III. Depende del Servicio Aragonés de Salud desde la transferencia de las competencias sanitarias a las autonomías.
El hospital se halla adyacente a la ciudad universitaria, siendo usado para las prácticas de los estudiantes de la facultad de enfermería y medicina de la Universidad de Zaragoza, lo que le vale la calificación de Hospital Clínico Universitario.

## Historia
El Hospital Clínico Universitario abrió sus puertas como consecuencia de la necesidad de una nueva ubicación para las antiguas Clínicas de la Universidad de Zaragoza, situadas en la Plaza de Paraíso (antiguo edificio de la Facultad de Medicina).
Comenzó su actividad en octubre de 1974 y hasta junio de 1975 se fueron incorporando paulatinamente todas las Especialidades Médicas que se trasladaron con su correspondiente dotación de camas y Consultas Externas. Este cambio alcanzó también a los Servicios Generales y Administrativos.